# Bandera Ría del Asón
La Bandera del Río Asón es una competición anual de remo, concretamente de traineras, que tiene lugar en Colindres.

## Antecedentes
En 1985 y 1986 se celebró en Colindres la bandera San Juan. La primera edición tuvo lugar el sábado 1 de septiembre de 1985, a las 17:30 horas. Se organizó gracias a la Peña San Juan y con la ayuda de El Diario Montañés y el Ayuntamiento del pueblo. Tomaron parte en la regata Santoña, Camargo, Carasa-Voto, Astillero, Deusto e Iberia. El recorrido fue desde el puente metálico del pueblo hasta la zona del puntal de Laredo, con tres ciabogas y cuatro largos. Se anunció que todas las tripulaciones recibirían el mismo premio.
La segunda edición de la bandera se celebró el viernes 22 de agosto de 1986 a las 18:30 horas, en la misma ubicación. A la cita faltó el anterior ganador porque tomó parte en el Campeonato de España de Traineras. El miércoles 20 de agosto se anunció la participación de Astillero, Pedreña, Camargo, Kaiku, Deusto e Iberia y unos premios conjuntos de 300.000 pesetas. Sin embargo, Camargo anunció que debía remar tres días consecutivos y no podía acudir. Por su parte Kaiku anunció también su imposibilidad de acudir. La organización el día 21 anunció la invitación a Mundaca y a Bermeo. Finalmente se celebró la regata como estaba previsto con la victoria clara de Mundaca con un tiempo de 24 minutos y 15 segundos, superando a Bermeo (24:45) y a Pedreña (25:02).

### Palmarés de la bandera de San Juan
| Edición | Año  | Ganador | Segundo | Tercero |
| I       | 1985 | Santoña | Iberia  | -       |
| II      | 1986 | Mundaca | Bermeo  | Pedreña |

## Palmarés de la bandera Ría del Asón
| Edición | Año  | Campeón        | Segundo       | Tercero              |
| ------- | ---- | -------------- | ------------- | -------------------- |
| I       | 1994 | Zumaya         | Camargo       | Astillero            |
| II      | 1995 | San Pedro B    | Santoña       | Hondarribia B        |
| III     | 1996 | Santoña        | Hondarribia B | Zarauz               |
| IV      | 1997 | Hondarribia    | Zarauz        | Santoña-C. Santander |
| V       | 1998 | Zarauz         | Astillero     | Pedreña              |
| VI      | 1999 | C. Santander   | Pedreña       | Santiagotarrak       |
| VII     | 2000 | Zumaya         | Hondarribia B | Pedreña              |
| VIII    | 2001 | Santiagotarrak | Pedreña       | Hondarribia B        |
| IX      | 2002 | Trintxerpe     | Zarauz        | Ur-Kirolak           |
| X       | 2003 | --             | --            | --                   |
| XI      | 2004 | Arkote         | --            | --                   |
| XII     | 2005 | Pontejos       | Santurce      | Portugalete          |
| XIII    | 2006 | Kaiku          | Urola Kosta   | Luchana              |
| XIV     | 2007 | Busturialdea   | Castro B      | Deusto               |
| XV      | 2008 | Astillero      | Orio B        | Guecho               |
| XVI     | 2009 | Santoña        | Trintxerpe    | Guecho               |
| XVII    | 2010 | Portugalete    | Santoña       | Zumaya B             |
| XVIII   | 2011 | Getaria        | Elanchove     | Colindres            |
| XIX     | 2012 | Trintxerpe     | Orio B        | Donostiarra          |
| XX      | 2013 | San Pedro B    | Hondarribia B | Deusto               |
| XXI     | 2014 | Zarauz         | Deusto        | Hondarribia B        |
| XXII    | 2015 | Hondarribia B  | Castreña      | San Pedro B          |